# Dia do Orgulho Nerd
O Dia do Orgulho Nerd, ou Dia do Orgulho Geek, é uma iniciativa que defende o direito de toda pessoa em ser um nerd ou um geek, e para promover a cultura nerd/geek, comemorada em 25 de maio.
A data foi escolhida para comemorar a première do primeiro filme da série Star Wars, o Episódio IV: Uma Nova Esperança, em 25 de maio de 1977 (ver Dia de Star Wars), mas divide o mesmo dia com dois outros "feriados" de fãs semelhantes: o Dia da Toalha, para os fãs da "trilogia de cinco" O Guia do Mochileiro das Galáxias, em homenagem ao seu escritor Douglas Adams, e o Glorioso 25 de Maio para os fãs da série Discworld, em homenagem ao seu escritor Terry Pratchett.
A iniciativa teve origem na Espanha em 2006 com o "Dia del Orgullo Friki", e se espalhou pelo mundo através da internet.

## Origens
Tim McEachern organizou eventos não conectados chamados Festival do Orgulho Geek e/ou Dia do Orgulho Geek de 1998 a 2000, em um bar em Albany, Nova York, que às vezes são vistas como um prelúdio para o Dia do Orgulho Nerd.
Em 2006, este dia foi celebrado pela primeira vez em toda a Espanha e na internet, chamando a atenção de mídia e tendo publicidade dada por alguns meios.
A maior concentração aconteceu em Madri, onde 300 nerds demonstraram seu orgulho com um pacman humano. Um manifesto foi criado para celebrar o primeiro Dia do Orgulho Nerd, que inclui uma lista, com tom de brincadeira, dos direitos e responsabilidades básicas dos nerds/geeks.

### Comemorações de 2007
Em 2007 a celebração contou com mais ajuda de instituições oficiais (como o Circo Price, de Madri) e teve comemoração mais ampla por toda a Espanha. Atividades oficiais foram anunciadas no Pilar de la Horadada, Cádiz, Huesca, Calaf, Huelva, e Valência.
Houve uma campanha Doação de Sangue Nerd. Entre outros atos, foi exibido o filme Gritos no corredor.

### 2008: O Dia do Orgulho Nerd chega aos Estados Unidos
Em 2008, o Dia do Orgulho Nerd atravessou o Atlântico e foi comemorado oficialmente na América, mais especificamente nos Estados Unidos, onde foi divulgado por numerosos bloggers, unidos pelo lançamento do site  GeekPrideDay. O matemático e autor John Derbyshire, vencedor do Prêmio Livro de Euler e blogueiro geek, anunciou que apareceria na parada da Quinta Avenida em Manhattan, vestido de número 57, na ala dos números primos - o que fez alguns bloggers dizerem que iriam procurá-lo.

## Propagação contínua
Em 2009, o reconhecimento do dia tinha alcançado o Science Channel, com programação especial em 25 de Maio para celebra-lo, e eventos para comemorar o dia aconteceram em Ottawa, lar do Museu de Ciência e Tecnologia do Canadá e um centro de pesquisa notável no Canadá. Em 2010 o festival se espalhou ainda mais, sendo levado a cidades tão diversas como Halifax, Nova Scotia; Budapest, Hungria; Tel Aviv, Israel; Timişoara, Roménia e San Diego, Califórnia.